# Élections régionales de 2025 à Hambourg
Les élections régionales de 2025 à Hambourg (en allemand : Bürgerschaftswahl in Hamburg 2025) ont lieu le 2 mars 2025 afin d'élire les 121 membres de la 23e législature du Bürgerschaft de Hambourg.

## Contexte
Bien qu'en léger recul, le SPD conserve sa majorité relative lors des élections de 2020, renforcée par ses alliés Verts en nette progression, permettant ainsi le maintien de la coalition rouge-verte alors en place.
En contraste, la CDU connait un fort recul, tout comme le FDP qui ne parvient d'ailleurs pas à atteindre les seuil de 5% des voix, permettant une représentation proportionnelle.
Les élections fédérales de 2021 portent au pouvoir Olaf Scholz, ancien premier bourgmestre de Hambourg, à la tête d'une coalition réunissant son propre parti, le SPD, ainsi que les Verts et le FDP.
Lors des élections européennes et des élections régionales en Saxe, en Thuringe et en Brandebourg de 2024, les Verts connaissent un fort recul, tout comme Die Linke. Le SPD, bien qu'en diffculté, parvient à se maintenir. Ces élections voient en parallèle l'émergence du parti BSW ainsi qu'une forte poussée de l'AfD,.

## Mode de scrutin
Le Bürgerschaft est constitué de 121 députés (Mitglied der Hamburgischen Bürgerschaft, MdHB) élus pour une législature de cinq ans au suffrage universel direct et suivant le scrutin proportionnel de Sainte-Laguë par les résidents hambourgeois âgés de 16 ans et plus.
Chaque électeur dispose de dix voix, selon le principe du « vote cumulatif », qui se répartissent ainsi :
- cinq voix de circonscription (Wahlkreisstimmen) lui permettent de voter pour un ou plusieurs candidats de sa circonscription, le Land étant divisé en 17 circonscriptions plurinominales, pourvoyant chacune entre trois et cinq sièges pour un total de 71 députés ;
- cinq voix régionales (Landesstimmen) lui permettent de voter pour une ou plusieurs listes de candidats ou un ou plusieurs candidats au niveau du territoire municipal.

À l'issue du scrutin, l'intégralité des 121 sièges est répartie proportionnellement aux voix régionales entre les partis ayant franchi le seuil électoral, fixé à 5 % des suffrages exprimés au niveau de la ville. Si un parti a remporté des mandats de circonscription selon les règles du scrutin majoritaire plurinominal, ses sièges sont d'abord pourvus par ceux-ci. Les éventuels sièges restants sont attribués aux candidats de la liste municipale, en tenant compte du nombre de suffrages reçus personnellement par chacun d'eux.
Dans le cas où un parti obtient plus de mandats dans les circonscriptions que le total attribué par la proportionnelle, il conserve ces mandats dits « surnuméraires ». Le nombre total de députés du Bürgerschaft est alors augmenté par l'attribution de mandats dits « compensatoires » aux autres partis, afin de rétablir une composition proportionnelle aux voix régionales. Si un parti échoue à franchir le seuil des 5 % mais obtient des mandats de circonscription, il les conserve mais aucun mandat compensatoire n'est créé.

## Principales forces
| Parti | Parti | Idéologie                                                                                                   | Chef de file                             | Résultats de 2020           |
| ----- | --- | --- | ---------------------------------------- | --------------------------- |
|       | Parti social-démocrate d'Allemagne Sozialdemokratische Partei Deutschlands                                           | Centre gauche Social-démocratie, troisième voie, progressisme                                               | Peter Tschentscher (Premier bourgmestre) | 39,24 % des voix 54 députés |
|       | Alliance 90 / Les Verts Bündnis 90/Die Grünen                                                                        | Centre gauche Écologie, progressisme                                                                        | Katharina Fegebank                       | 24,18 % des voix 33 députés |
|       | Union chrétienne-démocrate d'Allemagne Christlich Demokratische Union Deutschlands                                   | Centre droit Démocratie chrétienne, conservatisme, libéralisme                                              | Dennis Thering                           | 11,16 % des voix 15 députés |
|       | Die Linke | Gauche Socialisme démocratique, anticapitalisme                                                             | Cansu Özdemir                            | 9,09 % des voix 13 députés  |
|       | Alternative pour l'Allemagne Alternative für Deutschland                                                             | Droite à extrême droite National-conservatisme, souverainisme, euroscepticisme                              | Dirk Nockemann                           | 5,29 % des voix 7 députés   |
|       | Parti libéral-démocrate Freie Demokratische Partei                                                                   | Centre droit Libéralisme, social-libéralisme                                                                | Katarina Blume                           | 4,96 % des voix 1 députés   |
|       | Alliance Sahra Wagenknecht - Pour la raison et la justice Bündnis Sahra Wagenknecht - Für Vernunft und Gerechtigkeit | Gauche radicale ou attrape-tout Nationalisme, populisme et conservatisme de gauche, socialisme démocratique | Jochen Brack                             | Nouveau                     |

## Sondages
| Institut                | Date       | SPD    | Grünen | CDU    | Linke | AfD   | FDP   | Volt  | BSW |
| ----------------------- | ---------- | ------ | ------ | ------ | ----- | ----- | ----- | ----- | --- |
| Institut                | Date       |        |        |        |       |       |       |       |     |
| Forschungsgruppe Wahlen | 27/02/2025 | 33 %   | 17 %   | 18 %   | 12 %  | 9 %   | –     | 3 %   | –   |
| INSA                    | 27/02/2025 | 32 %   | 16 %   | 17 %   | 13 %  | 11 %  | 3 %   | –     | 3 % |
| Infratest dimap         | 20/02/2025 | 32 %   | 18 %   | 17 %   | 10 %  | 10 %  | 3 %   | 3 %   | 3 % |
| Forschungsgruppe Wahlen | 14/02/2025 | 32 %   | 19 %   | 18 %   | 9 %   | 9 %   | 3 %   | 3 %   | 3 % |
| Infratest dimap         | 05/02/2025 | 31 %   | 20 %   | 18 %   | 8 %   | 9 %   | 3 %   | –     | 3 % |
| Trend Research          | 27/01/2025 | 34 %   | 20 %   | 16 %   | 6 %   | 11 %  | 3 %   | 3 %   | 3 % |
| Infratest dimap         | 15/01/2025 | 31 %   | 22 %   | 17 %   | 5 %   | 9 %   | 4 %   | –     | 4 % |
| Trend Research          | 16/12/2024 | 32 %   | 20 %   | 17 %   | 7 %   | 10 %  | 4 %   | 3 %   | 4 % |
| Infratest dimap         | 27/11/2024 | 30 %   | 21 %   | 19 %   | 6 %   | 9 %   | 3 %   | 3 %   | 4 % |
| Forsa                   | 31/10/2024 | 30 %   | 21 %   | 21 %   | 5 %   | 8 %   | 4 %   | –     | 4 % |
| Infratest dimap         | 07/02/2024 | 30 %   | 21 %   | 20 %   | 7 %   | 9 %   | 5 %   | –     | –   |
| Trend Research          | 01/11/2023 | 31 %   | 19 %   | 18 %   | 10 %  | 14 %  | 4 %   | –     | –   |
| policy matters          | 25/06/2020 | 39 %   | 23 %   | 13 %   | 10 %  | 6 %   | 5 %   | –     | –   |
| Élections               | 23/02/2020 | 39,2 % | 24,2 % | 11,2 % | 9,1 % | 5,3 % | 4,9 % | 1,3 % | –   |

## Résultats
Chaque électeur étant doté de dix voix à répartir selon son choix, le total des voix est largement supérieur au nombre de votants.
|                        |                                                                 |                  |                  |                  |                  |                 |                 |                 |                 |              |               |
| Partis                 | Partis                                                          | Circonscriptions | Circonscriptions | Circonscriptions | Circonscriptions | Proportionnelle | Proportionnelle | Proportionnelle | Proportionnelle | Total sièges | +/−           |
| Partis                 | Partis                                                          | Votes            | %                | Sièges           | +/−              | Votes           | %               | +/−             | Sièges          | Total sièges | +/−           |
|                        | Parti social-démocrate d'Allemagne (SPD)                        | 1 329 237        | 30,75            | 27               | 1                | 1 463 560       | 33,52           | 5,72            | 18              | 45           | 9             |
|                        | Union chrétienne-démocrate d'Allemagne (CDU)                    | 946 795          | 21,90            | 18               | 3                | 864 700         | 19,81           | 8,65            | 8               | 26           | 11            |
|                        | Alliance 90 / Les Verts (Grünen)                                | 836 341          | 19,35            | 14               | 6                | 805 783         | 18,46           | 5,72            | 11              | 25           | 8             |
|                        | Die Linke (Die Linke)                                           | 559 745          | 12,95            | 9                | 2                | 487 729         | 11,17           | 2,08            | 6               | 15           | 2             |
|                        | Alternative pour l'Allemagne (AfD)                              | 293 520          | 6,79             | 3                | 3                | 329 066         | 7,54            | 2,25            | 7               | 10           | 3             |
|                        | Volt Allemagne (Volt)                                           | 188 396          | 4,36             | 0                | en stagnation    | 141 490         | 3,24            | 1,95            | 0               | 0            | en stagnation |
|                        | Parti libéral-démocrate (FDP)                                   | 129 541          | 3,00             | 0                | 1                | 100 522         | 2,30            | 2,66            | 0               | 0            | 1             |
|                        | Alliance Sahra Wagenknecht - Pour la raison et la justice (BSW) |                  |                  |                  |                  | 76 922          | 1,76            | Nv.             | 0               | 0            | en stagnation |
|                        | Alliance démocratique pour la diversité et l'éveil (DAVA)       | 13 605           | 0,31             | 0                | en stagnation    | 25 250          | 0,58            | Nv.             | 0               | 0            | en stagnation |
|                        | Parti de protection des animaux (Tierschutz)                    |                  |                  |                  |                  | 24 723          | 0,57            | 0,1             | 0               | 0            | en stagnation |
|                        | Die PARTEI                                                      | 15 620           | 0,36             | 1,04             | 0                | 0               | en stagnation   |                 |                 |              |               |
|                        | Électeurs libres (FW)                                           | 11 695           | 0,27             | 0                | en stagnation    | 12 197          | 0,28            | 0,34            | 0               | 0            | en stagnation |
|                        | Autres partis (5)                                               |                  |                  | 0                | -                |                 |                 |                 | 0               | 0            | en stagnation |
|                        | Indépendants                                                    | 4 178            | 0,10             | 0                | en stagnation    |                 |                 |                 |                 | 0            | en stagnation |
| Total des voix         | Total des voix                                                  |                  | 100              |                  |                  |                 | 100             |                 |                 |              |               |
|                        |                                                                 |                  |                  |                  |                  |                 |                 |                 |                 |              |               |
| Votes valides          |                                                                 |                  |                  |                  |                  |                 |                 |                 |                 |              |               |
| Votes blancs et nuls   |                                                                 |                  |                  |                  |                  |                 |                 |                 |                 |              |               |
| Total                  | Total                                                           |                  | 100              | 71               | en stagnation    |                 | 100             | -               | 50              | 121          | 2             |
| Abstentions            |                                                                 |                  |                  |                  |                  |                 |                 |                 |                 |              |               |
| Inscrits/Participation |                                                                 |                  |                  |                  |                  |                 |                 |                 |                 |              |               |

## Analyse

### Politique
Le Parti social-démocrate (SPD) du premier bourgmestre Peter Tschentscher arrive largement en tête, profitant de la forte popularité du chef de l'exécutif bien au-delà de sa base électorale et de la bonne perception du bilan global du gouvernement sortant. L'Union chrétienne-démocrate (CDU), après avoir mené campagne sur le thème d'une politique migratoire plus stricte et de la sécurité, progresse fortement et prend la deuxième place des forces politiques. Elle la reprend aux Verts (Grünen), partenaire de coalition du SPD depuis dix ans, qui reculent assez fortement, souffrant du recul de la question climatique dans les priorités des électeurs. Die Linke obtient un résultat supérieur à 10 %, une première à Hambourg, grâce à ses messages orientés sur le logement, une thématique qui concentre les critiques d'une majorité d'électeurs. Bien qu'elle bénéficie de la confiance des électeurs sur ses thèmes de prédilection comme l'asile, l'immigration ou la sécurité, l'Alternative pour l'Allemagne (AfD) ne progresse que modérément, en raison de la concurrence de la CDU sur ce thème au sein de l'électorat aisé et conservateur, et du caractère plus cosmopolite et libéral de la société hambourgeoise,.

### Sociologique
| Catégorie            | SPD  | Grünen | CDU  | Linke | AfD  | FDP |
| -------------------- | ---- | ------ | ---- | ----- | ---- | --- |
| Catégorie            |      |        |      |       |      |     |
| Sexe                 |      |        |      |       |      |     |
| Hommes               | 32 % | 17 %   | 22 % | 10 %  | 9 %  | 3 % |
| Femmes               | 35 % | 20 %   | 18 % | 12 %  | 6 %  | 2 % |
| Âge                  |      |        |      |       |      |     |
| 16-24 ans            | 27 % | 16 %   | 11 % | 25 %  | 6 %  | 4 % |
| 25-34 ans            | 25 % | 25 %   | 11 % | 20 %  | 6 %  | 3 % |
| 35-44 ans            | 28 % | 24 %   | 16 % | 12 %  | 8 %  | 2 % |
| 45-59 ans            | 34 % | 19 %   | 24 % | 6 %   | 9 %  | 2 % |
| 60-69 ans            | 41 % | 14 %   | 24 % | 6 %   | 8 %  | 2 % |
| Plus de 70 ans       | 47 % | 9 %    | 29 % | 5 %   | 5 %  | 2 % |
| Statut               |      |        |      |       |      |     |
| Ouvrier              | 32 % | 12 %   | 18 % | 11 %  | 15 % | 2 % |
| Employé              | 32 % | 21 %   | 18 % | 11 %  | 6 %  | 2 % |
| Indépendant          | 24 % | 20 %   | 26 % | 8 %   | 11 % | 3 % |
| Retraité             | 47 % | 8 %    | 25 % | 6 %   | 10 % | 2 % |
| Éducation            |      |        |      |       |      |     |
| Basse                | 45 % | 6 %    | 21 % | 7 %   | 15 % | 1 % |
| Moyenne              | 38 % | 9 %    | 22 % | 10 %  | 12 % | 2 % |
| Supérieure           | 30 % | 23 %   | 19 % | 12 %  | 5 %  | 3 % |
| Situation financière |      |        |      |       |      |     |
| Bonne                | 35 % | 19 %   | 20 % | 10 %  | 6 %  | 2 % |
| Mauvaise             | 24 % | 11 %   | 15 % | 21 %  | 17 % | 1 % |

## Suites
Au soir du scrutin, Peter Tschentscher annonce que le SPD compte ouvrir en priorité des discussions avec les Grünen en vue de reconduire leur coalition « rouge-verte », mais indique qu'il a également l'intention de discuter avec la CDU. Le 29 avril, la coalition « rouge-verte » est reconduite par la conclusion d'un nouvel accord de coalition.